# キシェーン・トンプソン
- キシャーン・トンプソン

キシェーン・トンプソン（Kishane Thompson, 2001年7月17日 - ）は、ジャマイカ出身の短距離走選手。2024年パリオリンピック100m銀メダリスト。

## 経歴

### 2023年
2023年6月のジャマイカ選手権100mでは予選ヒートで9秒91を記録。しかし、怪我を避けるため準決勝前に棄権した。
7月21日、モナコで開催されたダイヤモンドリーグに初出場。100mで10秒04を記録し、5位だった。9月、中国で開催されたダイヤモンドリーグ100mで自己ベストを更新する9秒85を記録し、2位だった。

### 2024年
2024年6月27日、パリオリンピックのジャマイカ代表選考会にて、100mで自己ベストを更新する9秒82を記録。その後の決勝では自己ベストをさらに更新する9秒77を記録し、優勝した。
パリオリンピックでは100mで決勝に進出し、ノア・ライルズと同着1位の9秒79でフィニッシュ。写真判定の結果1000分の5秒差でライルズの方が速く、トンプソンは銀メダルとなった。この判定は物議を醸し、多くのファンや評論家が2人とも金メダルにすべきだとの意見が寄せられた。また、NBCなどの著名な放送局は当初トンプソンが勝ったと報じていたため、混乱を招いた。

### 2025年
2025年1月、60mで自己ベストを更新する6秒48を記録。
6月、ジャマイカ選手権の100mにて自己ベストかつ世界歴代6位となる9秒75（+0.8 m/s）を記録した。